# Hexatoma (Eriocera) albifrons benomensis
Hexatoma (Eriocera) albifrons benomensis is een ondersoort van de tweevleugelige Hexatoma (Eriocera) albifrons uit de familie steltmuggen (Limoniidae). De ondersoort komt voor in het Oriëntaals gebied.